# Кубок России по хоккею с мячом среди женских команд 2012
15-й Кубок России по хоккею с мячом среди женских команд 2012 года — прошел с 17 — 23 декабря 2012 года в городе Киров Кировской области.
Победителем в 11-й раз в своей истории стала команда ДЮСШ «Рекорд» (Иркутск), финалистом — клуб «Зоркий» (Московская область), выступавший под названием «Сборная Московской области».

## Регламент соревнований
Пять команды в течение недели провели однокруговой турнир. Команды, занявшие по его итогам 1-е и 2-е места, встречались в финале (разыгрывался впервые с 2001 года). Коллективы, оказавшиеся в ходе кругового турнира на 3-м и 4-м местах, определяли победителя в матче за 3-е место.

## Результаты

### Круговой турнир
| Команда                                         | 1    | 2    | 3    | 4    | 5    | И | В | Н | П | М     | О  |
| ----------------------------------------------- | ---- | ---- | ---- | ---- | ---- | - | - | - | - | ----- | -- |
| 1. ДЮСШ «Рекорд» (Иркутск)                      |      | 6:1  | 13:0 | 17:1 | 19:0 | 4 | 4 | 0 | 0 | 55:2  | 12 |
| 2. «Зоркий» (Московская область)                | 1:6  |      | 4:1  | 8:0  | 10:0 | 4 | 3 | 0 | 1 | 23:7  | 9  |
| 3. «Уралочка-СДЮСШОР-18» (Свердловская область) | 0:13 | 1:4  |      | 6:1  | 6:1  | 4 | 2 | 0 | 2 | 16:18 | 6  |
| 4. «Родина» (Киров)                             | 1:17 | 0:8  | 1:6  |      | 4:1  | 4 | 1 | 0 | 3 | 6:32  | 3  |
| 5. «Уфимочка» (Республика Башкортостан)         | 0:19 | 0:10 | 0:9  | 1:4  |      | 4 | 0 | 0 | 4 | 1:42  | 0  |

### Матч за 3-е место
| 23 декабря, 2012 11:00 MSK | \| Уралочка-СДЮСШОР-18 \| 3 : 1 \| Родина \| | «Родина» Киров |
| Уралочка-СДЮСШОР-18        | 3 : 1                                        | Родина         |

### Финал
| 23 декабря, 2012 13:30 MSK | \| ДЮСШ Рекорд \| 8 : 1 \| Зоркий \| | «Родина» Киров |
| ДЮСШ Рекорд                | 8 : 1                                | Зоркий         |

Лучшие игроки по линиям
Вратарь:  Валентина Казакова («Уфимочка»)
Защитник:  Наталья Усатова («Родина»)
Полузащитник:  Регина Прокофьева («Зоркий»)
Нападающий:  Елена Рыбакова (ДЮСШ «Рекорд»)